# 胡寧省

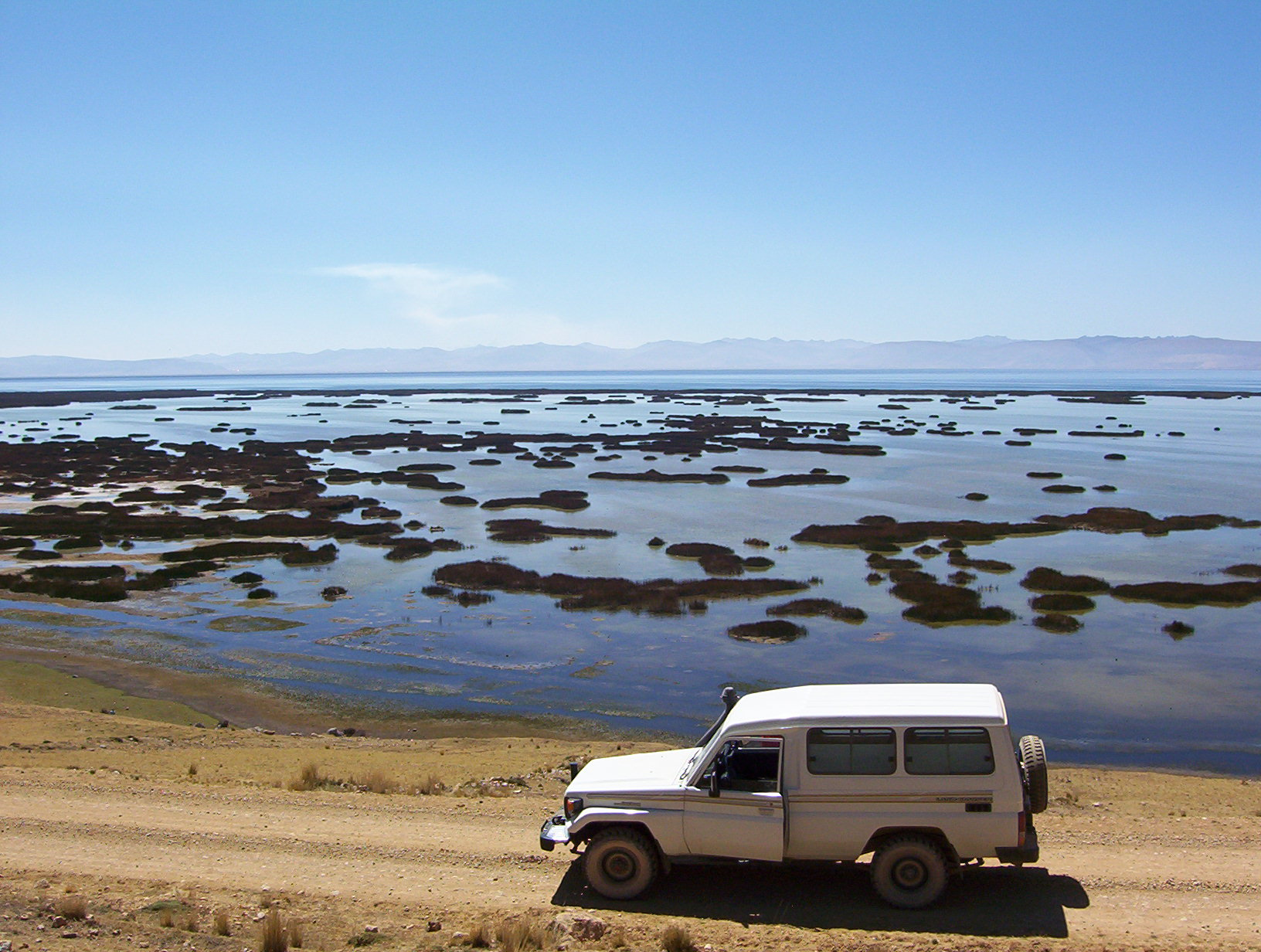

胡寧省（西班牙語：Provincia de Junín），是秘魯的省份，位於該國中部胡寧大區，首府是胡寧，面積2,360平方公里，2002年人口48,723，人口密度每平方公里21人，居民主要使用奇楚瓦語和西班牙語。
11°09′S 75°59′W / 11.150°S 75.983°W